# Federação Romena de Hóquei no Gelo
A Federação Romena de Hóquei no Gelo é o órgão que dirige e controla o hóquei no gelo da Romênia, comandando as competições nacionais e a seleção nacional.